# 石川家住宅
石川家住宅（いしかわけじゅうたく）は、愛知県みよし市にある史跡（建築物）。みよし市指定有形文化財。
中京テレビ放送社長・会長の石川恒夫の生家である。

## 歴史
石川家は愛知県西加茂郡三好村（現・みよし市）の有力農民である。石川愛治郎は三好村戸長・三好村村長・西加茂郡会議員・三好村会議員などを務めた。
- 1910年（明治43年） - 石川正雄によって主屋・長屋門・西蔵・東蔵などからなる石川家住宅が建設される。
- 2011年（平成23年）8月19日 - 石川恒夫の死後にみよし市指定有形文化財に指定される。
- 2011年（平成23年）11月 - 石川家からみよし市に寄贈される[2]。

## 建築物
- 主屋
- 長屋門
- 西蔵
- 東蔵

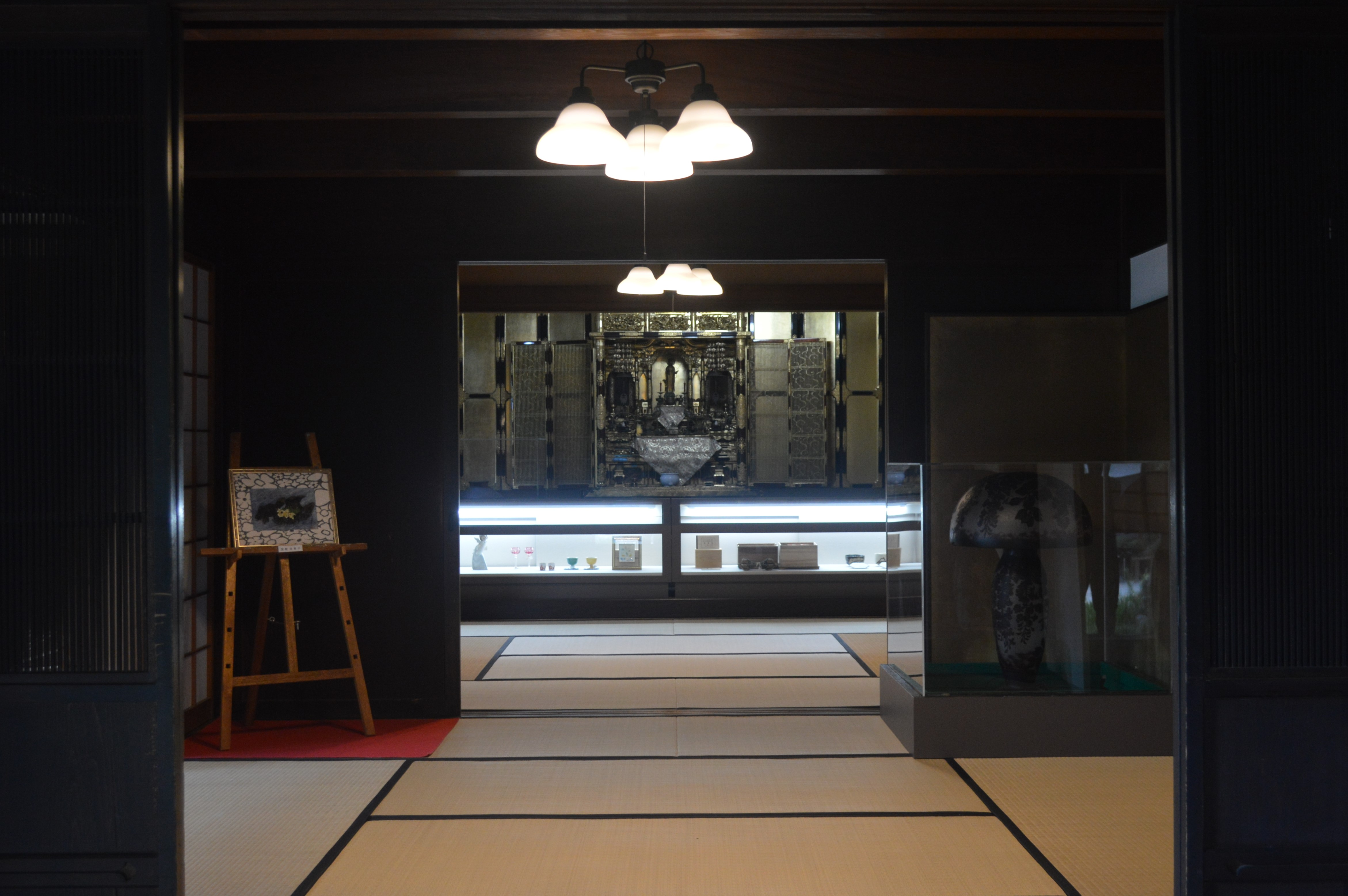
主屋の内部
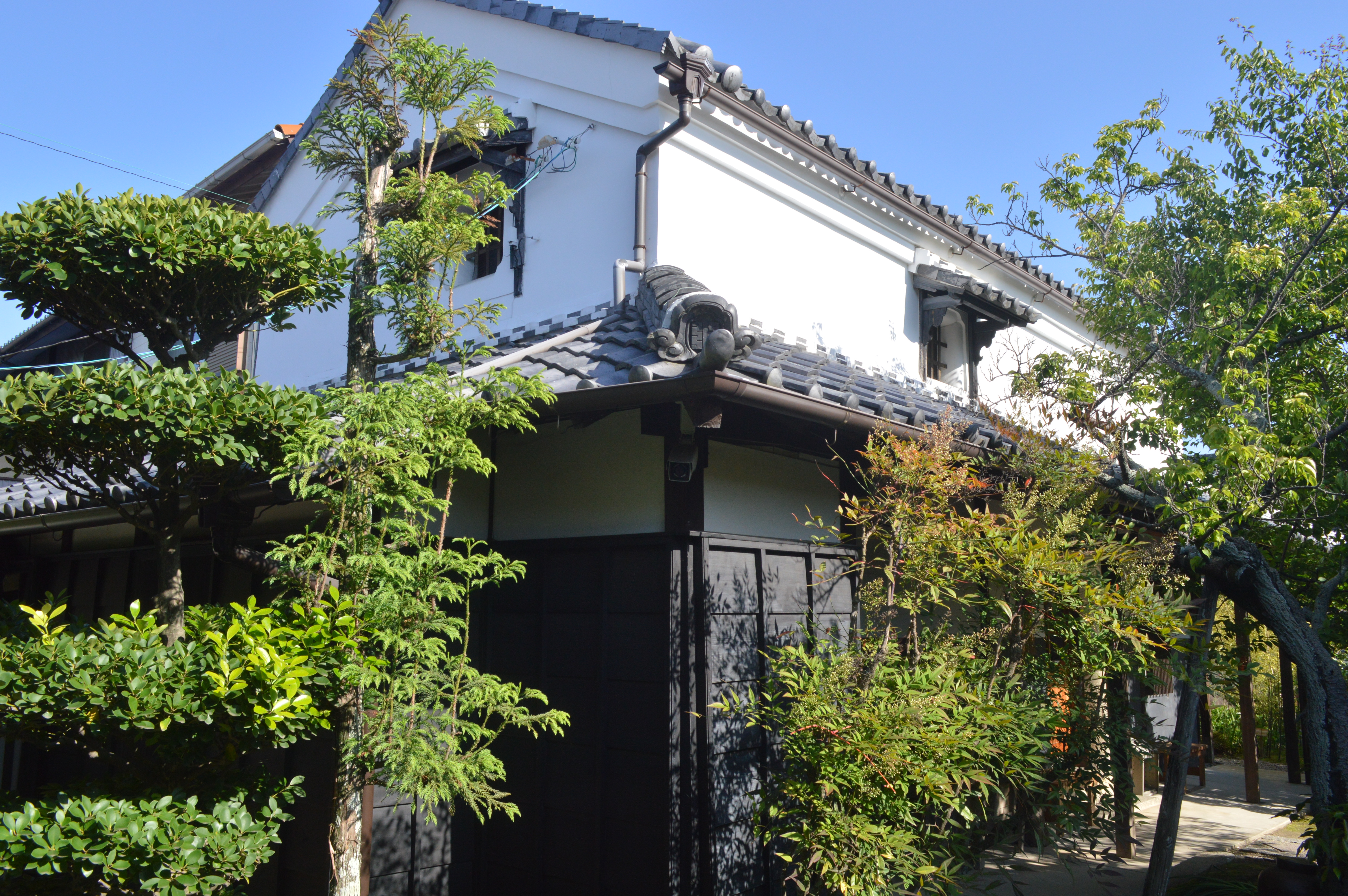
東蔵

## 利用案内
- 開館時間[3]
  - 9時～16時30分
- 開館日[3]
  - 毎週水曜日、木曜日、土曜日、日曜日
- 休館日[3]
  - 毎週月曜日、火曜日、金曜日、12月28日から1月4日
- 入場料[3]
  - 無料
- アクセス[3]
  - 名鉄バス「三好上」バス停から徒歩2分